# Ideoroncus divisus
Ideoroncus divisus är en spindeldjursart som beskrevs av Volker Mahnert 1984. Ideoroncus divisus ingår i släktet Ideoroncus och familjen Ideoroncidae. Inga underarter finns listade i Catalogue of Life.